# Isabel Buchan

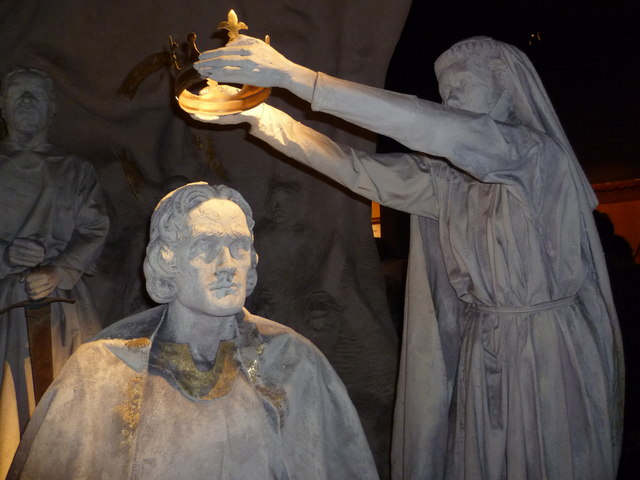
Isabel Buchan krönt Robert Bruce. Moderne Darstellung in einer Ausstellung in Edinburgh Castle

Isabel Buchan, Countess of Buchan (auch Isabel of Fife oder Isabel Macduff) (* um 1270; † nach 1313) war eine schottische Adlige und Rebellin.

## Herkunft und Heirat
Isabel entstammte der schottischen Familie Macduff. Sie war eine Tochter von Colban, 7. Earl of Fife und von dessen Frau Anna. Ihre Mutter war vielleicht eine Tochter von Alan Durward. Isabel wurde mit John Comyn, 7. Earl of Buchan verheiratet. Ihr Mann geriet während des Kriegs mit England in der Schlacht bei Dunbar 1296 in englische Gefangenschaft. Er wurde 1297 freigelassen und kehrte nach Schottland zurück. Isabel wird dabei erstmals erwähnt, als sie während dieser Zeit die englischen Besitzungen ihres Mannes verwaltet haben soll. Die Ehe mit Comyn blieb kinderlos.

## Rolle während der Krönung von Robert Bruce
Am 25. März 1306 wurde Isabel berühmt-berüchtigt, als sie bei der Inthronisation von Robert Bruce zum schottischen König diesem die Krone aufsetzte. Dieses Privileg stand traditionell den Earls of Fife zu und soll bei der Zeremonie hohe Bedeutung gehabt haben. Da der damalige Earl of Fife, Isabels Neffe Duncan noch minderjährig war und in England lebte, handelte Isabel an seiner Stelle. Isabel soll nicht nur anstelle ihres Neffen gehandelt haben, sondern auch ohne Erlaubnis ihren Mann verlassen haben, um an der Zeremonie teilzunehmen. Wahrscheinlicher ist aber, dass ihr Mann zu dieser Zeit in England lebte, während sie in ihrem eigenen Haus in Balmullo in Fife lebte. Von dort konnte sie ohne großen Aufwand nach Scone reisen, wo die Inthronisation stattfand. Sie sah nach der Zeremonie ihren Mann, der 1308 starb, nie wieder, denn die Krönung von Bruce, der zuvor John Comyn of Badenoch, einen nahen Verwandten ihres Mannes ermordet hatte, war für die Angehörigen der Familie Comyn unverzeihlich. Angesichts dieser Umstände ist es nicht verwunderlich, dass behauptet wurde, dass sie auch eine Geliebte von Bruce war.

## Flucht, Gefangennahme und Gefangenschaft
Nach der Krönung von Robert Bruce blieb Isabel im Gefolge von dessen Familie. Nach der Niederlage in der Schlacht bei Methven im Juni flüchtete die Familie zunächst nach Kildrummy Castle in Mar. Als englische Truppen sich der Burg näherten, zog Isabel unter Führung des Earl of Atholl zusammen mit Elizabeth, der Frau von Bruce und weiteren Verwandten von ihm nach Nordschottland. Im September 1306 nahm jedoch William, 3. Earl of Ross die Frauen unter Verletzung des Kirchenasyls am Schrein von St Duthac in der Kapelle von Tain gefangen und übergab sie den Engländern. Aufgrund ihrer Rolle bei der Krönung von Bruce wurde Isabel streng behandelt. Sie wurde in Berwick Castle in einen hölzernen Käfig gesperrt, der an der Burgmauer aufgehängt wurde. Obwohl ihr dennoch etwas Privatsphäre zugestanden wurde, waren diese Haftbedingungen für eine Person ihres Standes demütigend und entwürdigend. Diese harte Bestrafung zeigt, wie schwer der englische König Eduard I. ihr Vergehen beurteilte, aber auch, wie frustriert er über den andauernden Widerstand der Schotten gegen seine Oberherrschaft war. Von mehreren zeitgenössischen Chronisten wurde diese Bestrafung dagegen nicht kritisiert, sondern als großzügig angesehen, weil der König Isabel nicht hinrichten ließ. Im Auftrag ihres Neffen Duncan of Fife versuchten Sir Robert Keith und Sir John Mowbray zunächst vergeblich, ihre Freilassung zu erreichen. Wie lange sie diese Strafe erdulden musste, ist unbekannt. Im Juni 1310 übergab der neue englische König Eduard II. sie an die  Karmelitinnenniederlassung in Berwick. 1313 wurde sie an Henry de Beaumont übergeben, der eine Nichte und Miterbin ihres Mannes geheiratet hatte. Ihr weiteres Schicksal ist unbekannt.